# Commission de recours contre les décisions de refus de visa d'entrée en France
La Commission de recours contre les décisions de refus de visa d'entrée en France (CRRV) est un organisme public français créé en 2000 et chargé d'examiner les recours contre les décisions de refus de visa d'entrée en France prises par les autorités diplomatiques ou consulaires, en vertu des articles D211-5 à D211-10 du code de l'entrée et du séjour des étrangers et du droit d'asile. La CRRV, par son rôle de filtre, permet de limiter le nombre des recours contentieux devant le tribunal. Elle est placée auprès du ministre chargé des Affaires étrangères.
Le requérant doit être fait appel à cette instance en cas de contestation d'un refus de visa, explicite ou implicite (après 2 mois d'absence de réponse), avant l'éventuelle saisine en premier ressort du tribunal administratif de Nantes.

## Procédure de saisine
La Commission de recours contre les décisions de refus de visa d'entrée en France doit être saisie dans un délai de deux mois après la notification de refus, par courrier recommandé avec accusé de réception. Le refus peut être implicite après deux mois de non-réponse, même dans le cas où le consulat conserve les passeports des demandeurs.
La saisine doit être accompagnée de la copie du reçu de la demande délivré par le Consulat et des copies des passeports des demandeurs même si le consulat est en possession de ces passeports, auquel cas les demandeurs doivent avoir pris la précaution de faire des copies avant de se séparer de leurs documents.

## Recours
Si la Commission rejette le recours, ou si elle garde le silence au-delà de deux mois (« refus implicite »), ou si le Ministère de l'Intérieur confirme le refus de visa malgré l'avis favorable de la Commission, l'intéressé peut intenter un recours pour excès de pouvoir devant le tribunal administratif de Nantes à compter du 1er avril 2010 (décret no 2010-164 du 22 février 2010) éventuellement doublé d'un recours en référé-suspension si l'intéressé justifie de l'urgence.

### Statistiques
En moyenne, sur les quelque 250 000 demandes de visa refusées annuellement, environ 20 000 sont portées devant la Commission de recours contre les refus de visa. Dans 90 % des cas soumis, la Commission a confirmé le refus de visa, et a en revanche recommandé la délivrance pour 7 % d'entre eux. Le ministère de l'Intérieur suit la plupart du temps la recommandation de la Commission (dans 92 % des cas en 2013). Environ 2 500 demandeurs se pourvoient alors devant le tribunal administratif de Nantes qui annule finalement autour de 20 % des refus de visa.

## Composition
Elle est définie par l'article D211-7 du CESEDA, à savoir :
« Le président de la commission est choisi parmi les personnes ayant exercé des fonctions de chef de poste diplomatique ou consulaire.
La commission comprend, en outre :
- Un membre, en activité ou honoraire, de la juridiction administrative ;
- Un représentant du ministre des affaires étrangères ;
- Un représentant du ministre chargé de l'immigration ;
- Un représentant du ministre de l'intérieur.

Le président et les membres de la commission sont nommés par décret du Premier ministre pour une durée de trois ans. Pour chacun d'eux, un premier et un second suppléants sont nommés dans les mêmes conditions. »